# IJsbaan IJsclub Vooruit
De IJsbaan ijsclub Vooruit is een natuurijsbaan in Vriezenveen in de provincie Overijssel. Het betreft de vijver op sportpark Het Midden.
In de winter wordt bij voldoende vorst de baan geprepareerd tot natuurijsbaan van 3,5 hectare groot.
In de jaren '70 werd schaatsvereniging Centrale Schaatstraining Vriezenveen (CSV) opgericht. Zij trainen voornamelijk op IJsbaan Twente in Enschede.
Op 1 maart 2018 vond er het Open NK Curling plaats, de eerste officiële curlingwedstrijd op natuurijs. Burgemeester Annelies van der Kolk van Twenterand verrichtte de opening door de eerste curlingsteen te werpen.
Niet-erkende ijsbanen